# Cristiana di Schleswig-Holstein
Cristiana di Schleswig-Holstein (Haderslevhus, 15 luglio 1626 – 1670) è stata una contessa danese.

## Biografia
Era figlia di Cristiano IV di Danimarca, re di Danimarca e Norvegia, e della seconda moglie Kirsten Munk.
Il matrimonio dei suoi genitori avvenne morganaticamente pertanto sia lei che i nove fratelli non poterono vantare il titolo di principi ma portarono solo quello di "conti di Schleswig-Holstein".
Era gemella di Edvige.
Venne data in moglie il 6 novembre 1642 al nobile statista norvegese Hannibal Sehested, viceré in Norvegia. Vissero a Oslo nella Fortezza di Akershus.
Quando suo marito nel 1651 perse la sua posizione, Cristiana venne richiamata in Danimarca per firmare una dichiarazione con cui il suo sposo fosse privato delle sue proprietà norvegesi. Lei anche perse il titolo di contessa.
Dal 1651 al 1658 visse da sola in povertà ad Amburgo, senza tuttavia perdere i legami con il marito e i fratelli.
Nel 1658 tornò in Danimarca appoggiando con il marito l'invasione svedese, vendicandosi così per la perdita dei loro poteri politici e titoli nobiliari. Raggiunsero il campo svedese fuori della capitale danese assediata.
Nel 1660 Sehested riconquistò la fiducia della corte e nel 1662 Cristiana riottenne il titolo di contessa.
Quando rimase vedova nel 1666 si ritirò dalla vita pubblica nelle sue tenute.

## Ascendenza
|                                 |   |                                   | Genitori                           |  |  | Nonni |  |  | Bisnonni                   |  |  | Trisnonni               |  |
|                                 |   |                                   |                                    |  |  |       |  |  | Cristiano III di Danimarca |  |  | Federico I di Danimarca |  |
|                                 |   |                                   |                                    |  |  |       |  |  | Cristiano III di Danimarca |  |  | Federico I di Danimarca |  |
|                                 |   | Anna del Brandeburgo              |                                    |  |  |       |  |  | Cristiano III di Danimarca |  |  |                         |  |
| Federico II di Danimarca        |   |                                   |                                    |  |  |       |  |  | Cristiano III di Danimarca |  |  |                         |  |
|                                 |   | Dorotea di Sassonia-Lauenburg     | Magnus I di Sassonia-Lauenburg     |  |  |       |  |  |                            |  |  |                         |  |
|                                 |   | Dorotea di Sassonia-Lauenburg     | Magnus I di Sassonia-Lauenburg     |  |  |       |  |  |                            |  |  |                         |  |
|                                 |   | Dorotea di Sassonia-Lauenburg     | Caterina di Braunschweig-Lüneburg  |  |  |       |  |  |                            |  |  |                         |  |
| Cristiano IV di Danimarca       |   | Dorotea di Sassonia-Lauenburg     |                                    |  |  |       |  |  |                            |  |  |                         |  |
|                                 |   | Ulrico III di Meclemburgo-Güstrow | Alberto VII di Meclemburgo-Güstrow |  |  |       |  |  |                            |  |  |                         |  |
|                                 |   | Ulrico III di Meclemburgo-Güstrow | Alberto VII di Meclemburgo-Güstrow |  |  |       |  |  |                            |  |  |                         |  |
|                                 |   | Ulrico III di Meclemburgo-Güstrow | Anna di Brandeburgo                |  |  |       |  |  |                            |  |  |                         |  |
| Sofia di Meclemburgo-Güstrow    |   | Ulrico III di Meclemburgo-Güstrow |                                    |  |  |       |  |  |                            |  |  |                         |  |
|                                 |   | Elisabetta di Danimarca           | Federico I di Danimarca            |  |  |       |  |  |                            |  |  |                         |  |
|                                 |   | Elisabetta di Danimarca           | Federico I di Danimarca            |  |  |       |  |  |                            |  |  |                         |  |
|                                 |   | Elisabetta di Danimarca           | Sofia di Pomerania                 |  |  |       |  |  |                            |  |  |                         |  |
| Cristiana di Schleswig-Holstein |   | Elisabetta di Danimarca           |                                    |  |  |       |  |  |                            |  |  |                         |  |
|                                 | … | …                                 |                                    |  |  |       |  |  |                            |  |  |                         |  |
|                                 | … | …                                 |                                    |  |  |       |  |  |                            |  |  |                         |  |
|                                 | … | …                                 |                                    |  |  |       |  |  |                            |  |  |                         |  |
| Ludwig Munk                     | … |                                   |                                    |  |  |       |  |  |                            |  |  |                         |  |
|                                 |   | …                                 | …                                  |  |  |       |  |  |                            |  |  |                         |  |
|                                 |   | …                                 | …                                  |  |  |       |  |  |                            |  |  |                         |  |
|                                 |   | …                                 | …                                  |  |  |       |  |  |                            |  |  |                         |  |
| Kirsten Munk                    |   | …                                 |                                    |  |  |       |  |  |                            |  |  |                         |  |
|                                 |   | …                                 | …                                  |  |  |       |  |  |                            |  |  |                         |  |
|                                 |   | …                                 | …                                  |  |  |       |  |  |                            |  |  |                         |  |
|                                 |   | …                                 | …                                  |  |  |       |  |  |                            |  |  |                         |  |
| Ellen Marsvin                   |   | …                                 |                                    |  |  |       |  |  |                            |  |  |                         |  |
|                                 |   | …                                 | …                                  |  |  |       |  |  |                            |  |  |                         |  |
|                                 |   | …                                 | …                                  |  |  |       |  |  |                            |  |  |                         |  |
|                                 |   | …                                 | …                                  |  |  |       |  |  |                            |  |  |                         |  |
|                                 |   | …                                 |                                    |  |  |       |  |  |                            |  |  |                         |  |